# Werynia
Werynia est une localité polonaise de la gmina et du powiat de Kolbuszowa en voïvodie des Basses-Carpates.

## Personnalités liées à la ville
Józef Batory (1914-1951), militaire et résistant polonais, membre de l'Armia Krajowa.